# Eibingen
Eibingen is een stadsdeel van de Duitse stad Rüdesheim am Rhein.
Eibingen is de enige plaats in Rheingau-Taunus-Kreis waarvan de plaatsnaam eindigt op "ingen". "Ingen" duidt erop dat de plaats haar naam kreeg ten tijde van de Alemannen, rond 213. Waarschijnlijk was Eibingen een van de eerste plaatsen in het gebied waar zich mensen vestigden. Enkele Keltische graven in het Eibinger Wald duiden op een vroege bewoning. De naam Eibingen als plaatsnaam werd voor het eerst genoemd in het jaar 942.

## Hildegard van Bingen
Vanaf 1148 tot aan het midden van de Dertigjarige Oorlog stond er een klooster waar Benedictijner nonnen woonden nadat Hildegard van Bingen het in 1165 had opgericht. Eerder was er al een Augustijns dubbelklooster gebouwd.
Hier bevindt zich ook de Hildegardisbron. De bron is nog steeds actief. Vroeger werd de bron veel door pelgrims bezocht. Tegenwoordig is dat veel minder, al is er vooral sinds de heiligverklaring van Hildegard in 2012 een oplevende Hildegard-bedevaart.
Van 1900 tot 1904 werd de Abdij Sint-Hildegard gebouwd.
De relieken (botten) van de heilige Hildegard bevinden zich in de parochiekerk "St. Hildegard und St. Johannes der Täufer" in een gouden schrijn in het hoofdschip van de voormalige abdijkerk en tegenwoordig parochiekerk. Ook andere relieken die herinneren aan Hildegard bevinden zich hier, zoals het hoofd van de heilige Goedele van Brussel, het hoofd van de heilige Bertha, het hoofd van de heilige Valeriaan, een arm van de heilige Rupert van Bingen en het hoofd van de heilige Wipert.

Vanwege de katholieke geschiedenis had Eibingen zwaar te lijden onder de nazi-dictatuur in de jaren 30 en 40 van de 20e eeuw. De plaats kwam onder de aandacht van de nazi's, omdat bij de verkiezingen maar weinig mensen op de NSDAP hadden gestemd. In 1939 werd de tot dan toe zelfstandige gemeente Eibingen op last van de nazi's samengevoegd met Rüdesheim.